# Guy Zerafa
Guy Zerafa (* 16. Mai 1959 in Toronto, Ontario) ist ein kanadischer Musiker und Komponist.

## Leben
Nach seinem Schulabschluss 1978 an der Earl Haig Secondary School, studierte Guy Zerafa Gitarre am Royal Conservatory Of Music in Toronto, Flamenco-Gitarre an der Eli Kassner Guitar Academy und Laute bei Terry Mckenna. Anschließend war er als Produzent und Songwriter für mehrere nationale wie internationale Musiker und Bands aktiv. Daraufhin war er als Komponist für mehrere Werbespots aktiv, bevor er sich als Komponist im Filmgeschäft selbstständig machte. Zerafa komponierte seitdem für Filme aus Kanada, Hong Kong und Hollywood.

## Filmografie (Auswahl)
- 1993: The Dark – Mörderische Nacht (The Dark)
- 1995: Gladiator Cop
- 1996: Sabotage – Dark Assassin (Sabotage)
- 1999–2000: Amazonas – Gefangene des Dschungels  (Amazon, Fernsehserie)
- 2000: A Feeling Called Glory
- 2001: Crazy Christmas (Twice Upon a Christmas)
- 2001: Fulltime Killer (全職殺手 / 全职杀手 Quánzhí Shāshǒu; Chuen jik sat sau)
- 2001: Replicant
- 2003: Rats – Mörderische Brut (Rats)
- 2006: Fong juk (放‧逐, Fong‧juk)
- 2007: Gun chung (跟蹤)
- 2007: Iris Chang: The Rape of Nanking
- 2007: Tie saam gok (鐵三角, tie san jiao)
- 2010: Nexus
- 2011: Bou ying

## Auszeichnungen (Auswahl)
Gemini Award
- 2008: Nominierung für die Beste Filmmusik einer Dokumentation oder Serie von Iris Chang: The Rape of Nanking

Leo Award
- 2000: Nominierung für die Best Musical Score of a Short Drama von A Feeling Called Glory